# Sector 5

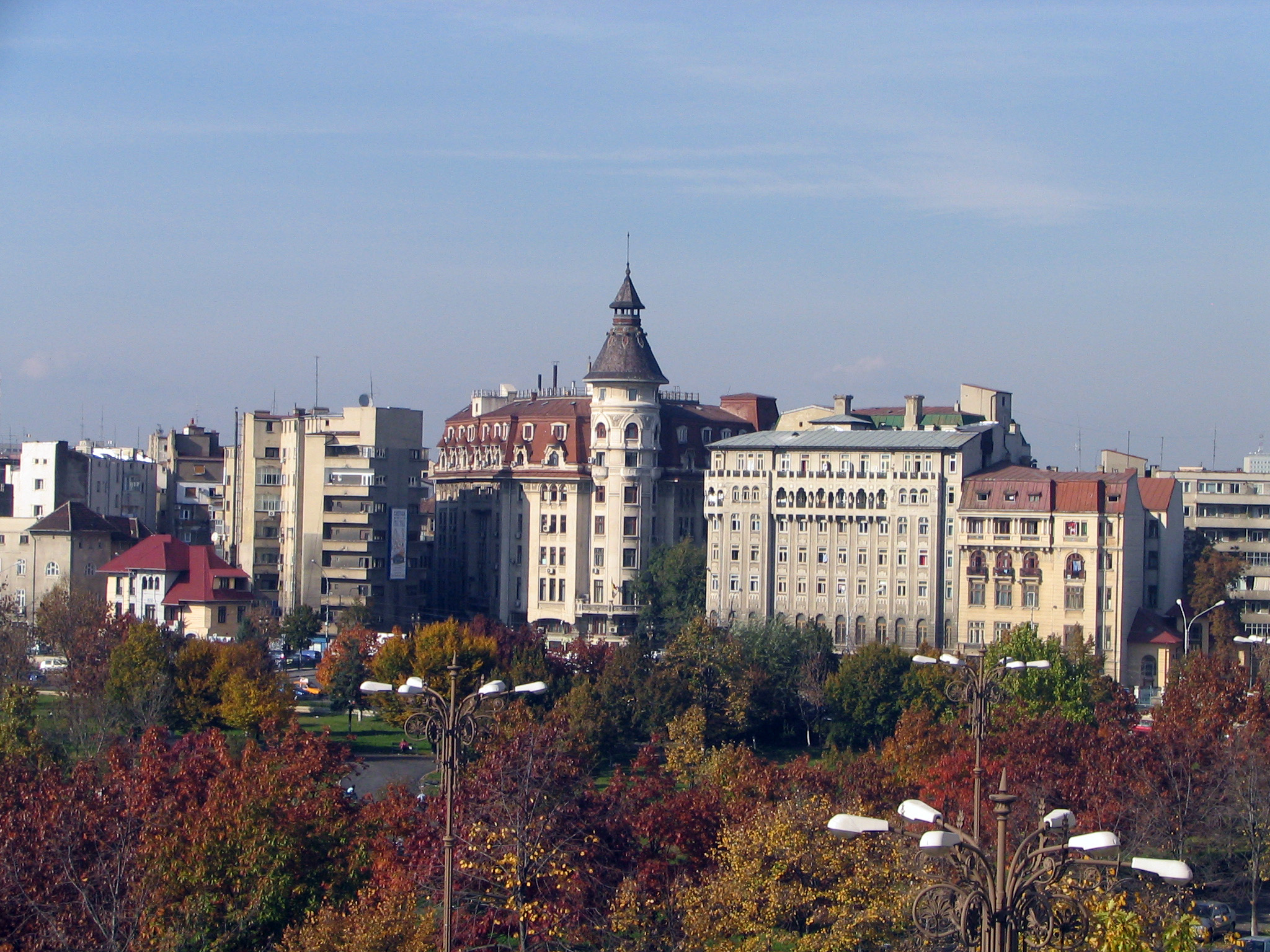
De buurt Izvor vanaf de andere oever van de Dâmboviţa

Sector 5 is een district in het zuidwesten van de Roemeense hoofdstad Boekarest. Net zoals Sector 2 en Sector 4 is het een van de kleinere districten van Boekarest. Dit district bestaat uit de wijken 13 Septembrie, Giurgiului, Rahova, Cotroceni en Ferentari. Aangrenzende districten zijn Sector 1, Sector 3, Sector 4 en Sector 6.
In de wijk liggen het Parlementspaleis, het Administratief paleis van de gemeente Boekarest (tot 2010 stadhuis van Boekarest), de Universiteit van Boekarest, het Nationaal College Gheorghe Lazăr, het Ministerie van Nationale Defensie, de Militaire Technische Academie van Boekarest, de Carol I Universiteit voor Nationale Defensie, de Universiteit van Geneeskunde en Farmacie "Carol Davila", de Nationale Opera van Boekarest, het Nationaal Museum voor Hedendaagse Kunst, het Gheorghe Tattarescu Museum, het Bragadiru Paleis en de Roemeense zetel van het Cervantesinstituut. Ook het Cișmigiupark, het Izvorpark en het Sebastianpark liggen in deze sector.

## Politiek
De burgemeester van de sector werd in 2020 Cristian Popescu Piedone, van de PPU. De Lokale Raad van Sector 5 heeft 27 zetels en wordt om de vier jaar herkozen. De resultaten van de lokale verkiezingen in de 21e eeuw zijn hieronder in tabelvorm.
| Partij                        | 2004 | 2008 | 2012 | 2016 | 2020 |
| ----------------------------- | ---- | ---- | ---- | ---- | ---- |
| D.A.                          | 12   | -    | -    | -    | -    |
| PSD                           | 9    | 9    | -    | 12   | 10   |
| PC                            | 2    | 2    | -    | -    | -    |
| PRM                           | 4    | 4    | -    | -    | -    |
| PDL                           | -    | 12   | 5    | -    | -    |
| USL                           | -    | -    | 18   | -    | -    |
| PP-DD                         | -    | -    | 4    | -    | -    |
| PNL                           | -    | -    | -    | 6    | 6    |
| USR / 2020 USR-PLUS Alliantie | -    | -    | -    | 5    | 5    |
| Partidului Dreptatii Sociale  | -    | -    | -    | 3    | -    |
| Gheorghe Ștefan               | -    | -    | -    | 1    | -    |
| PPU                           | -    | -    | -    | -    | 4    |
| PMP                           | -    | -    | -    | -    | 2    |

Districten: Sector 1 · Sector 2 · Sector 3 · Sector 4 · Sector 5 · Sector 6

Wijken: Băneasa · Berceni · Centru Civic · Colentina · Cotroceni · Crângași · Dristor · Drumul Taberei · Dudești · Ferentari · Floreasca · Giulești · Iancului · Lipscani · Militari · Obor · Olteniţei · Pantelimon · Pipera · Rahova · Tei · Titan · Văcăreşti · Vitan